# フランシスコ・リリアーノ
フランシスコ・リリアーノ・カシーヤス（Francisco Liriano Casillas, 1983年10月26日 - ）は、ドミニカ共和国サン・クリストバル州サン・クリストバル出身の元プロ野球選手（投手）。左投左打。愛称はリリ。

## 経歴

### プロ入りとジャイアンツ傘下時代
2000年9月9日にサンフランシスコ・ジャイアンツと契約してプロ入り。

### ツインズ時代
2003年11月14日にA.J.ピアジンスキーとのトレードで、ジョー・ネイサン、ブーフ・ボンサーと共にミネソタ・ツインズへ移籍。この年、肩の故障で5試合にしか登板できなかったが、スカウトが「リスクを負う価値はある」と強く勧めての獲得だった。
2004年11月17日にツインズとメジャー契約を結び、40人枠入りを果たした。
2005年には「USA TODAY」紙が選ぶマイナー・リーグ最優秀選手に選出された。メジャーでもトップクラスと評された高速スライダーを投げ、ヨハン・サンタナに続いてメジャーを代表する左腕になると言われた。9月2日にメジャーへ昇格し、9月5日のテキサス・レンジャーズ戦でメジャーデビュー。同年、23.2回を投げ、33三振を記録。
2006年開幕前の3月に開催された第1回ワールド・ベースボール・クラシック（WBC）のドミニカ共和国代表に選出された。
シーズンでは開幕当初はセットアップマンだったが、好投と先発投手陣の不振で5月19日からカイル・ローシュに代わり先発ローテーションに定着。新人離れした圧倒的な投球を披露し、6月22日のヒューストン・アストロズ戦では復帰後初登板であるロジャー・クレメンスにも投げ勝った。それと機を一にして低迷していたチームも快進撃を開始。7月8日に10勝に到達し、その時点で防御率、WHIP、奪三振率はリーグ1位だった。オールスターには選出されず、ロン・ガーデンハイアー監督は「彼の投球を見せないのは国家の損失、いや世界の損失だ」と嘆かせたが、開催2日前にホセ・コントレラスの故障で急遽代替選手として選出。本人はドミニカ共和国に一時帰郷していたため前日にその知らせを受け取り、開宴のわずか4時間前に現地ピッツバーグに到着した。
しかし、前年メジャー昇格を果たし「マイナーには絶対に戻るものか」と誓い、故障者リスト入りする前から長い間、ヒジの痛みを隠してプレーしていたが、左ヒジの炎症が悪化し、8月8日に故障者リスト入り。9月13日のオークランド・アスレチックス戦で一旦復帰したが、わずか28球で再び左肘の炎症が再発して故障者リスト入りし、MRI検査を含めた精密検査を受けた。新人王投票では第3位となったが、オフにトミー・ジョン手術を受け、2007年はリハビリのため全休。
2008年4月13日に2年ぶりにメジャー復帰を果たしたが、3戦全敗で防御率は11.32。4月25日にマイナーへ降格した。マイナーでの再調整を経て、8月1日にリバン・ヘルナンデスをDFAとし、リリアーノをメジャー昇格。8月3日のクリーブランド・インディアンス戦で2006年7月23日以来の勝利を記録し、この勝利から6連勝を記録。復帰後の成績は6勝1敗、防御率2.74、60奪三振を記録した。
2009年は自身初めて開幕投手を務めたが敗戦投手となり、その後の投球内容も振るわず、シーズン終盤には中継ぎに降格、5勝13敗で防御率5.80に終わった。
2010年は抑えのネイサンが開幕前にトミー・ジョン手術を受け、全休。一時はネイサンの代替抑えに打診されたが、先発ローテション入り。前半戦は6勝7敗だったが、オールスター明けから8連勝し、14勝10敗、防御率3.62、自己最多の201奪三振（リーグ5位）の好成績でアメリカンリーグのカムバック賞に表彰された。
2011年は開幕から不安定な投球が続いたが、5月3日に敵地USセルラー・フィールドで行われたシカゴ・ホワイトソックス戦で史上270人目となるノーヒットノーランを達成。投球内容はは打者30人に123球を投げて2三振、6与四球と荒れていたが、3併殺に打ち取り、味方の好守に助けられての快挙となった。なお、リリアーノ自身はメジャー95試合目の先発で初完投・初完封となった。ツインズでの達成者は1999年9月11日のアナハイム・エンゼルス戦で達成したエリック・ミルトン以来となった。
2012年も開幕から不安定な投球が続き、チームも2年連続で最下位に沈んだ。

### ホワイトソックス時代

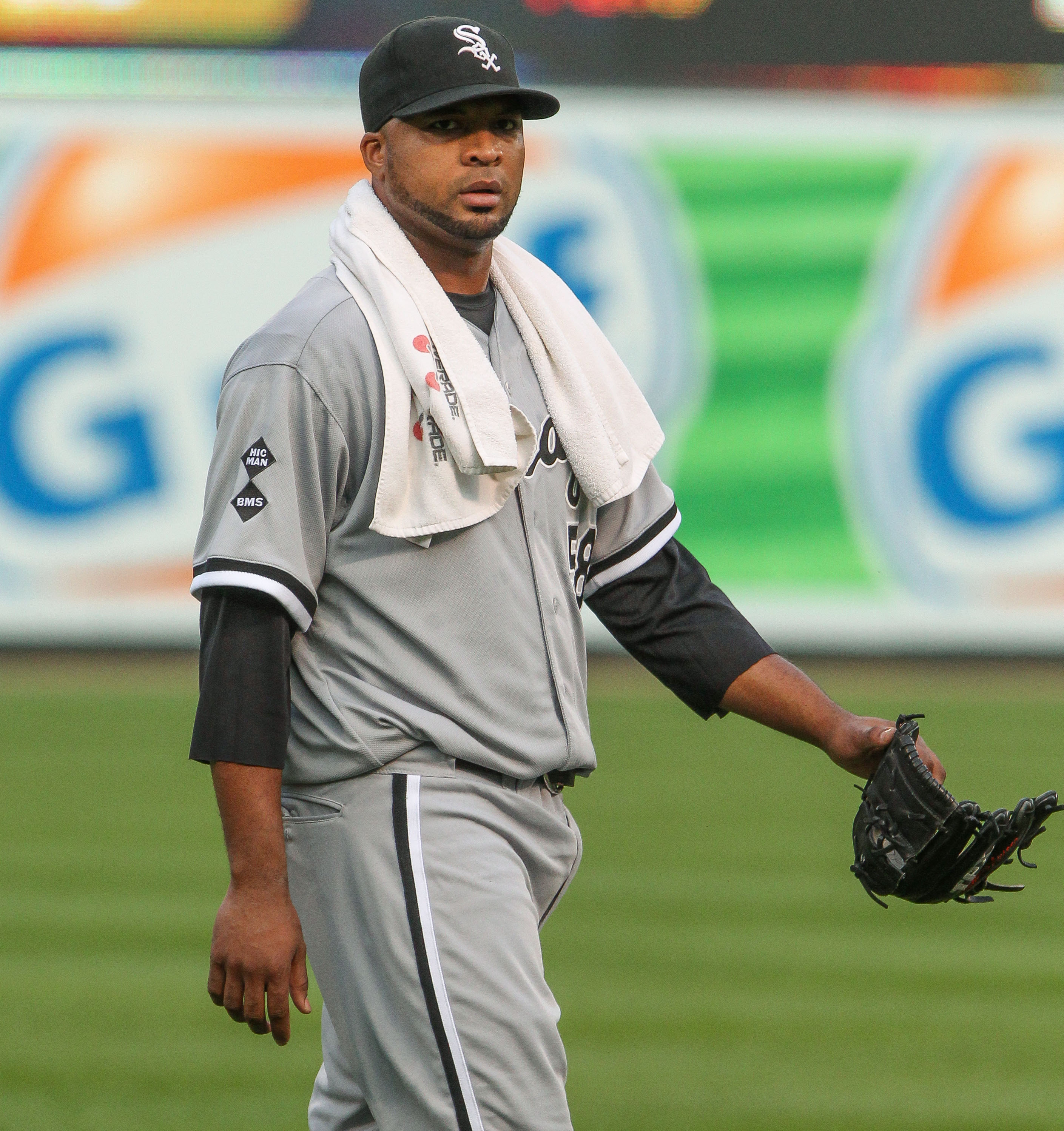
シカゴ・ホワイトソックスで現役時代
（2012年8月27日）

2012年7月28日にエドゥアルド・エスコバー、ペドロ・ヘルナンデスとのトレードで、ホワイトソックスへ移籍した。移籍後は12試合に登板し、3勝2敗・防御率5.40だった。オフの10月29日にFAとなった。

### パイレーツ時代
2012年12月21日にピッツバーグ・パイレーツと総額1400万ドルの2年契約を結んだ。
2013年は前年の契約後に右腕を故障したため、2月8日に2年契約を破棄され、100万ドル+出来高1275万ドルの1年契約（2014年・800万ドルの球団オプション付き）を結んだ。3月31日に右肘の故障で15日間の故障者リスト入りし、5月11日に復帰した。復帰後は26試合に登板し、16勝8敗・防御率3.02と好成績を残した。シンシナティ・レッズとのワイルドカードゲームでは先発登板し、7回1失点の好投で勝利投手となった。オフの11月14日にはプレイヤーズ・チョイス・アワーズのカムバック賞を受賞した。この年は開幕から90日間故障者リスト入りしたが、復帰後はアクティブロースターに120試合以上登録されたため、2014年・600万ドルの球団オプションが自動更新された。
2014年も先発ローテーションの一角として開幕を迎えたが、開幕後は14試合で1勝6敗と勝ち星をなかなか挙げられず、6月11日に左外腹斜筋の故障で15日間の故障者リスト入りした。7月13日に復帰。この年はエディンソン・ボルケスに次ぐ29試合に登板し、7勝10敗、防御率3.38だった。10月1日に行われたサンフランシスコ・ジャイアンツとのワイルドカードゲームでは、エースのボルケスが先発することになり、アクティブロースターから外れ、ポストシーズンでの登板はなかった。オフの10月30日にFAとなった。その後パイレーツから1530万ドルのクオリファイング・オファーを提示されたが、11月10日に拒否した。12月12日にパイレーツと総額3900万ドルの3年契約で再契約した。
2015年はフルシーズン先発ローテーションを守って31試合に先発登板した。自身初となる2年連続での規定投球回に達し、防御率3.38・12勝7敗・205奪三振・WHIP1.21という好成績をマーク。奪三振は、チームのエースのゲリット・コールを上回るナショナルリーグ8位タイの数字で、コールと共にパイレーツの投手陣を支えた。10月7日のシカゴ・カブスとのワイルドカードゲームではコールが先発してチームが敗れたため、ポストシーズンでの登板はなかった。
2016年4月3日、3年連続4回目の開幕投手を務め、6回無失点の好投と自身の1打点などの活躍により、開幕戦で初めて勝利投手となった。7月26日のシアトル・マリナーズ戦では、2015年に続いてキャリア2本目となるホームランを放った。一方、本業のピッチングでは冴えず21試合・113.2イニングに先発で投げ、防御率5.46・6勝11敗と大きく負け越したほか、69四球を与えて与四球率も5.5と高かった。

### ブルージェイズ時代

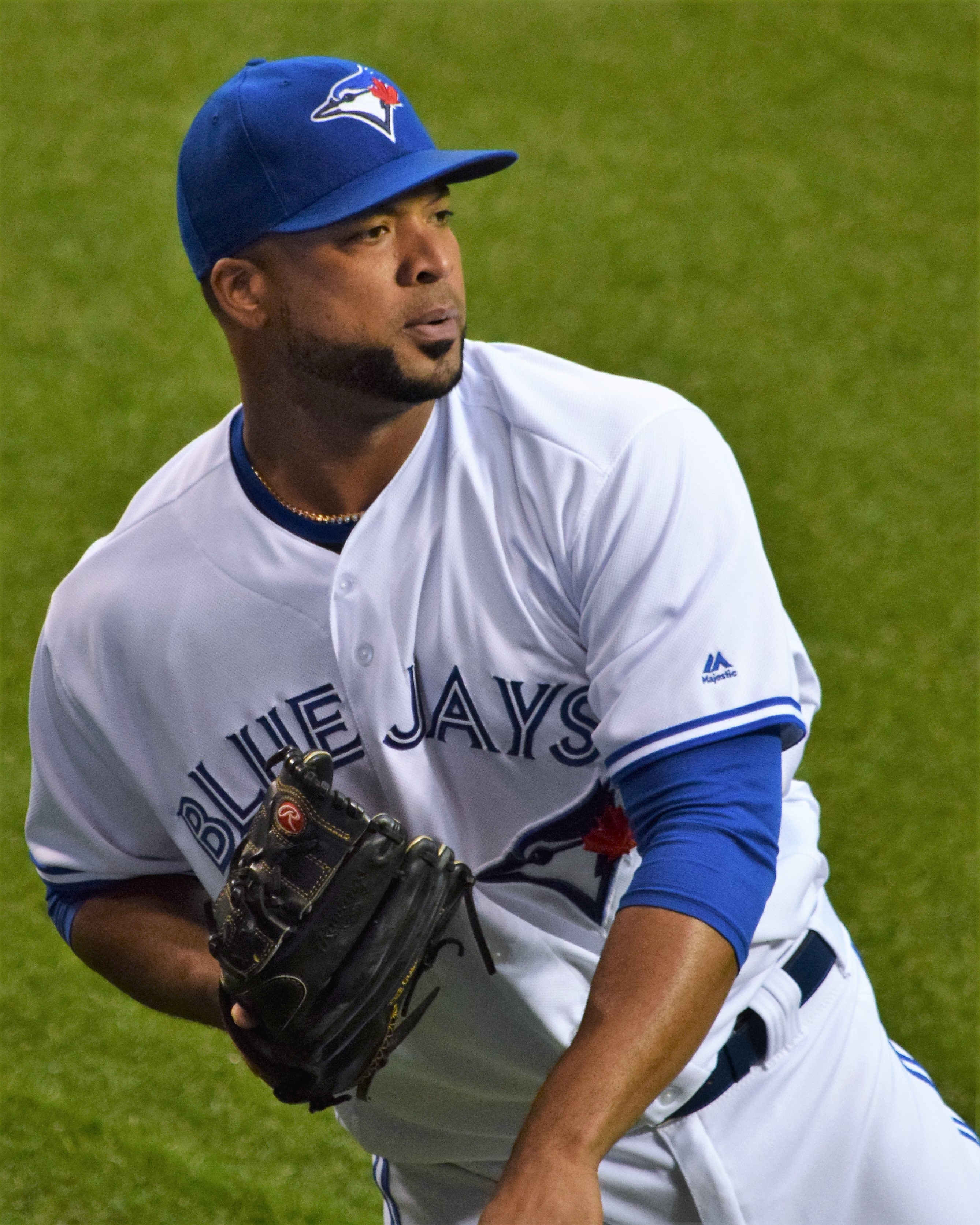
トロント・ブルージェイズでの現役時代
(2017年7月24日)

2016年8月1日にドリュー・ハッチソンとのトレードで、リース・マクガイア、ハロルド・ラミレスと共にトロント・ブルージェイズへ移籍した。
ブルージェイズ加入後は先発で8試合、リリーフで2試合に登板した。復調し、勝ち運には恵まれずに2勝2敗だったが、防御率2.92・WHIP1.18・奪三振率9.5という安定した数値をマークした。パイレーツとの合算では、31試合に登板し、規定投球回以上に相当する163.0イニングに投げた。成績は、防御率4.69・8勝13敗・85四球・168奪三振・奪三振率9.3というもので、健在だった三振奪取能力の面では5年連続で9.0以上の奪三振率を記録した。
2017年6月25日のカンザスシティ・ロイヤルズ戦で通算100勝を記録したが、18試合で6勝5敗、防御率5.88と振るわず、7月30日のロサンゼルス・エンゼルス戦がブルージェイズでの最後の登板となった。

### アストロズ時代
2017年7月31日にテオスカー・ヘルナンデス、青木宣親とのトレードで、ヒューストン・アストロズへ移籍した。移籍後は20試合にリリーフ登板したが0勝2敗、防御率4.40と今ひとつの成績であった。オフの11月2日にFAとなった。

### タイガース時代
2018年2月23日にデトロイト・タイガースと1年400万ドル（出来高100万ドル）で契約を結んだ。同年は27試合（先発26試合）に投げたが、5勝12敗・防御率4.58・WHIP1.50という成績に終わった。

### パイレーツ復帰
2019年2月4日にパイレーツとマイナー契約を結び、スプリングトレーニングに招待選手として参加することになった。3月23日にパイレーツとメジャー契約を結ぶことが報じられた。

### ブルージェイズ傘下時代
2020年1月22日にフィラデルフィア・フィリーズとマイナー契約を結び、スプリングトレーニングに招待選手として参加することになった。7月18日にFAとなった。シーズン開幕後の8月2日に、COVID-19感染を避けるためシーズン不参加の意思を表明した。
2021年2月3日に古巣のブルージェイズとマイナー契約を結び、スプリングトレーニングに招待選手として参加することになった。
2022年1月17日に現役引退を表明。

## 詳細情報

### 年度別投手成績
| 年 度     | 球 団     | 登 板 | 先 発 | 完 投 | 完 封 | 無 四 球 | 勝 利 | 敗 戦 | セ 丨 ブ | ホ 丨 ル ド | 勝 率 | 打 者 | 投 球 回 | 被 安 打 | 被 本 塁 打 | 与 四 球 | 敬 遠 | 与 死 球 | 奪 三 振 | 暴 投 | ボ 丨 ク | 失 点 | 自 責 点 | 防 御 率 | W H I P |
| --------- | --------- | ----- | ----- | ----- | ----- | -------- | ----- | ----- | -------- | ----------- | ----- | ----- | -------- | -------- | ----------- | -------- | ----- | -------- | -------- | ----- | -------- | ----- | -------- | -------- | ------- |
| 2005      | MIN       | 6     | 4     | 0     | 0     | 0        | 1     | 2     | 0        | 0           | .333  | 93    | 23.2     | 19       | 4           | 7        | 0     | 0        | 33       | 0     | 0        | 15    | 15       | 5.70     | 1.10    |
| 2006      | MIN       | 28    | 16    | 0     | 0     | 0        | 12    | 3     | 1        | 1           | .800  | 473   | 121.0    | 89       | 9           | 32       | 0     | 1        | 144      | 9     | 1        | 31    | 29       | 2.16     | 1.00    |
| 2008      | MIN       | 14    | 14    | 0     | 0     | 0        | 6     | 4     | 0        | 0           | .600  | 329   | 76.0     | 74       | 7           | 32       | 1     | 1        | 67       | 3     | 0        | 40    | 33       | 3.91     | 1.39    |
| 2009      | MIN       | 29    | 24    | 0     | 0     | 0        | 5     | 13    | 0        | 0           | .278  | 609   | 136.2    | 147      | 21          | 65       | 0     | 6        | 122      | 5     | 1        | 93    | 88       | 5.80     | 1.55    |
| 2010      | MIN       | 31    | 31    | 0     | 0     | 0        | 14    | 10    | 0        | 0           | .583  | 806   | 191.2    | 184      | 9           | 58       | 0     | 10       | 201      | 10    | 1        | 77    | 77       | 3.62     | 1.26    |
| 2011      | MIN       | 26    | 24    | 1     | 1     | 0        | 9     | 10    | 0        | 0           | .474  | 591   | 134.1    | 125      | 14          | 75       | 1     | 7        | 112      | 9     | 0        | 81    | 76       | 5.09     | 1.49    |
| 2012      | MIN       | 22    | 17    | 0     | 0     | 0        | 3     | 10    | 0        | 1           | .231  | 440   | 100.0    | 89       | 12          | 55       | 4     | 4        | 109      | 6     | 1        | 63    | 59       | 5.31     | 1.44    |
| 2012      | CWS       | 12    | 11    | 0     | 0     | 0        | 3     | 2     | 0        | 0           | .600  | 253   | 56.2     | 54       | 7           | 32       | 1     | 3        | 58       | 5     | 0        | 34    | 34       | 5.40     | 1.52    |
| '12計     | CWS       | 34    | 28    | 0     | 0     | 0        | 6     | 12    | 0        | 1           | .333  | 693   | 156.2    | 143      | 19          | 87       | 5     | 7        | 167      | 11    | 1        | 97    | 93       | 5.34     | 1.47    |
| 2013      | PIT       | 26    | 26    | 2     | 0     | 0        | 16    | 8     | 0        | 0           | .667  | 666   | 161.0    | 134      | 9           | 63       | 0     | 0        | 163      | 7     | 2        | 54    | 54       | 3.02     | 1.22    |
| 2014      | PIT       | 29    | 29    | 0     | 0     | 0        | 7     | 10    | 0        | 0           | .412  | 691   | 162.1    | 130      | 13          | 81       | 3     | 4        | 175      | 12    | 0        | 68    | 61       | 3.38     | 1.30    |
| 2015      | PIT       | 31    | 31    | 0     | 0     | 0        | 12    | 7     | 0        | 0           | .632  | 773   | 186.2    | 155      | 15          | 70       | 1     | 5        | 205      | 10    | 1        | 75    | 70       | 3.38     | 1.21    |
| 2016      | PIT       | 21    | 21    | 0     | 0     | 0        | 6     | 11    | 0        | 0           | .353  | 523   | 113.2    | 115      | 19          | 69       | 1     | 7        | 116      | 8     | 0        | 76    | 69       | 5.46     | 1.62    |
| 2016      | TOR       | 10    | 8     | 0     | 0     | 0        | 2     | 2     | 0        | 0           | .500  | 208   | 49.1     | 42       | 7           | 16       | 0     | 2        | 52       | 1     | 0        | 22    | 16       | 2.92     | 1.18    |
| '16計     | TOR       | 31    | 29    | 0     | 0     | 0        | 8     | 13    | 0        | 0           | .381  | 731   | 163.0    | 157      | 26          | 85       | 1     | 9        | 168      | 9     | 0        | 98    | 85       | 4.69     | 1.49    |
| 2017      | TOR       | 18    | 18    | 0     | 0     | 0        | 6     | 5     | 0        | 0           | .545  | 375   | 82.2     | 91       | 11          | 43       | 1     | 2        | 74       | 4     | 1        | 57    | 54       | 5.88     | 1.62    |
| 2017      | HOU       | 20    | 0     | 0     | 0     | 0        | 0     | 2     | 0        | 6           | .000  | 64    | 14.1     | 14       | 0           | 10       | 1     | 2        | 11       | 1     | 0        | 9     | 7        | 4.40     | 1.67    |
| '17計     | HOU       | 38    | 18    | 0     | 0     | 0        | 6     | 7     | 0        | 6           | .462  | 439   | 97.0     | 105      | 11          | 53       | 2     | 4        | 85       | 5     | 1        | 66    | 61       | 5.66     | 1.63    |
| 2018      | DET       | 27    | 26    | 0     | 0     | 0        | 5     | 12    | 0        | 0           | .294  | 586   | 133.2    | 127      | 19          | 73       | 0     | 5        | 110      | 9     | 0        | 84    | 68       | 4.58     | 1.50    |
| 2019      | PIT       | 69    | 0     | 0     | 0     | 0        | 5     | 3     | 0        | 12          | .625  | 301   | 70.0     | 60       | 8           | 35       | 1     | 3        | 63       | 1     | 0        | 32    | 27       | 3.47     | 1.36    |
| MLB：14年 | MLB：14年 | 419   | 300   | 3     | 1     | 0        | 112   | 114   | 1        | 20          | .496  | 7781  | 1813.2   | 1649     | 184         | 816      | 15    | 62       | 1815     | 100   | 8        | 911   | 837      | 4.15     | 1.36    |

- 2019年度シーズン終了時

### 年度別守備成績
| 年 度 | 球 団 | 投手（P） | 投手（P） | 投手（P） | 投手（P） | 投手（P） | 投手（P） |
| 年 度 | 球 団 | 試 合     | 刺 殺     | 補 殺     | 失 策     | 併 殺     | 守 備 率  |
| ----- | ----- | --------- | --------- | --------- | --------- | --------- | --------- |
| 2005  | MIN   | 6         | 2         | 3         | 0         | 1         | 1.000     |
| 2006  | MIN   | 28        | 3         | 6         | 1         | 1         | .900      |
| 2008  | MIN   | 14        | 2         | 11        | 0         | 0         | 1.000     |
| 2009  | MIN   | 29        | 1         | 15        | 0         | 1         | 1.000     |
| 2010  | MIN   | 31        | 4         | 24        | 1         | 1         | .966      |
| 2011  | MIN   | 26        | 5         | 17        | 0         | 1         | 1.000     |
| 2012  | MIN   | 22        | 3         | 19        | 0         | 2         | 1.000     |
| 2012  | CWS   | 12        | 3         | 4         | 0         | 0         | 1.000     |
| '12計 | CWS   | 34        | 6         | 23        | 0         | 2         | 1.000     |
| 2013  | PIT   | 26        | 7         | 30        | 1         | 5         | .974      |
| 2014  | PIT   | 29        | 2         | 24        | 3         | 1         | .897      |
| 2015  | PIT   | 31        | 5         | 24        | 1         | 1         | .967      |
| 2016  | PIT   | 21        | 2         | 18        | 2         | 2         | .909      |
| 2016  | TOR   | 10        | 0         | 3         | 2         | 1         | .600      |
| '16計 | TOR   | 31        | 2         | 21        | 4         | 3         | .852      |
| 2017  | TOR   | 18        | 2         | 8         | 0         | 1         | 1.000     |
| 2017  | HOU   | 20        | 0         | 1         | 0         | 0         | 1.000     |
| '17計 | HOU   | 38        | 2         | 9         | 0         | 1         | 1.000     |
| 2018  | DET   | 27        | 2         | 19        | 0         | 0         | 1.000     |
| 2019  | PIT   | 69        | 2         | 13        | 0         | 0         | 1.000     |
| MLB   | MLB   | 419       | 45        | 239       | 11        | 18        | .963      |

- 2019年度シーズン終了時

### 表彰
- USAトゥデイ・マイナーリーグ年間最優秀選手賞：1回（2005年）
- ルーキー・オブ・ザ・マンス：2回（2006年6月、7月）
- ピッチャー・オブ・ザ・マンス：1回（2010年4月）
- カムバック賞：2回（2010年、2013年）
- プレイヤーズ・チョイス・アワーズカムバック賞：1回（2013年）

### 記録
MiLB
- オールスター・フューチャーズゲーム選出：2回（2002年、2005年）

MLB
- MLBオールスターゲーム選出：1回（2006年）
- ノーヒットノーラン：1回（2011年5月3日 対シカゴ・ホワイトソックス戦）

### 背番号
- 47（2005年 - 2012年途中、2013年 - 2016年途中、2019年）
- 58（2012年途中 - 同年終了）
- 45（2016年途中 - 2017年7月30日）
- 35（2017年8月1日 - 同年9月1日）
- 46（2017年9月2日 - 同年終了）
- 38（2018年）

### 代表歴
- 2006 ワールド・ベースボール・クラシック・ドミニカ共和国代表